# Горн, Агнета
Агнета Горн (швед. Agneta Horn; 18 августа 1629, Рига — 18 марта 1672, Стокгольм) — шведская писательница, автор первой в Швеции автобиографии.

## Биография
Агнета Горн родилась 18 августа 1629 года в Риге. Её отцом был Густав Горн, шведский фельдмаршал времён Тридцатилетней войны, а матерью — Кристина Оксеншерна, дочь Акселя Оксеншерна. Кристина сопровождала мужа в Ригу во время военной кампании, и именно там родилась их дочь. Затем семейство Горн переехало в Германию, где в 1631 году скончалась мать Агнеты.
После смерти матери дети некоторое время оставались без присмотра, после чего их взяла к себе тётка по отцу. Затем Агнету растили родственники в Швеции. В 1648 году она, несмотря на неодобрение отца и прочих членов семьи, вышла замуж за полковника Ларса Круса (Lars Cruus), за которым последовала в Германию, а затем в Польшу. У них родилось несколько детей, но некоторые из них умерли во младенчестве. В 1656 году не стало мужа Агнеты, а в 1657 — её отца. Отец оставил дочери наследство, однако из-за него ей пришлось судиться с мачехой, обвинявшей Агнету в алчности и непокорности.
Вероятно, именно вскоре после судебного процесса Агнета начала писать автобиографию, из которой известны подробности её жизненного пути. Примечательно, что в ней почти не отражаются политические и военные события эпохи; Агнета пишет лишь о частной и светской жизни — рождениях, смертях, помолвках, браках. Около трети рукописи посвящено детству Агнеты до 1642 года. Оставшаяся часть повествует о семейных спорах вокруг замужества Агнеты. Можно предположить, что при написании автобиографии Агнетой руководило желание изобразить себя в ином свете, нежели тот, в котором её пыталась выставить мачеха.
Рукопись Агнеты обрывается внезапно, после рассказа о замужестве и болезни сына Юхана. Возможно, в ней недостаёт нескольких страниц. Сама рукопись, скорее всего, перешла от Агнеты к её дочери Брите, а от той — к другим родственникам. В 1885 году она была обнаружена исследователями в библиотеке Уппсальского университета и опубликована в 1908 году.
Агнета Горн умерла в Стокгольме в 1672 году. Помимо её автобиографии, представляющей собой ценный вклад в шведскую литературу, сохранилось несколько написанных ею писем, также свидетельствующих о её литературной одарённости.